# Selters (Taunus)
Selters (Taunus) är en kommun i Landkreis Limburg-Weilburg i Regierungsbezirk Gießen i förbundslandet Hessen i Tyskland. Kommunen bildades 1 juli 1974 genom en sammanslagning av de tidigare kommunerna Niederselters, Eisenbach, Münster och Haintchen i den nya kommunen Selters (Taunus).

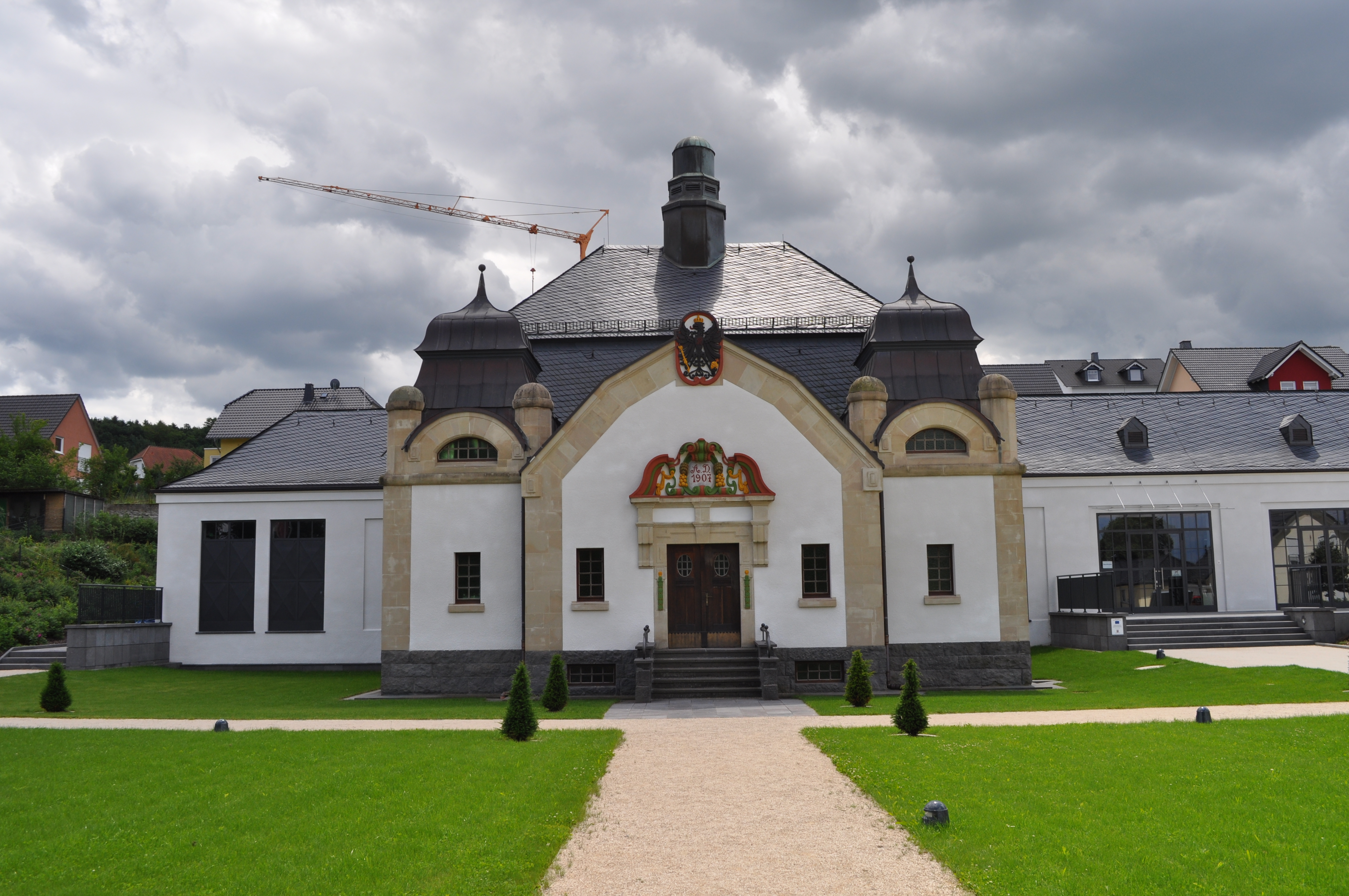
Seltersbrunnen i Niederselters.

Mineralvattnet Selters kommer från Niederselters.